# Boarmia mollisata
Boarmia mollisata là một loài bướm đêm trong họ Geometridae.